# Jesse Eisenberg
Jesse Adam Eisenberg, ameriški igralec, dramatik in humorist, * 5. oktober 1983. 
Svoj televizijski debi je doživel v kratki seriji Get Real (1999–2000). Po prvi glavni vlogi v filmu Roger Dodger (2002) se je pojavil v drami The Emperor' s Club (2002), psihološkem trilerju Vas (2004), drami Ligenj in kit (2005), temni komediji The Living Wake (2007) in drami Izobraževanje Charlieja Banksa (2007). 
Leta 2007 je Eisenberg osvojil nagrado za vzhajajočo zvezdo na Vail Film Festival za svojo vlogo v The Living Wake.